# Temple du marquis de Wu
Le temple du marquis de Wu  ou temple de Wuhou (武侯祠, Wǔhóu Cí) est un sanctuaire dédié à Zhuge Liang (181-234), célèbre stratège du royaume de Shu, qui se situe dans le sud-ouest de la ville de Chengdu dans le Sichuan en Chine. 

## Histoire
Fondé au IVe siècle, il a été entièrement restauré en 1672 et les bâtiments et les sculptures sont donc en très bon état. Il abrite également un lac avec un grand jardin sur 37 000 m2.

## Description
Les plus belles sculptures sont celles des 38 fonctionnaires et généraux de l'Etat de Shu dont le caractère se retrouve dans les couleurs de leur visage.
La stèle des trois succès, 367 cm de haut pour 95 cm de large, a été érigée en 809. Elle présente un texte de Pei Du (en), ministre des Tang, une calligraphie de Liu Gongquan (en) et une déclaration sur les réalisations de Zhuge Liang.
Le mausolée Huiling, sanctuaire voisin en l'honneur de Liu Bei, le fondateur du royaume de Shu, a été intégré au complexe vers le XIVe siècle.
Le site est classé dans la liste des monuments historiques (1-119) depuis 1961. Un musée a été ouvert en 1984 et il attire près de trois millions de visiteurs par an. D'autres temples ont été dédiés au marquis de Wu en Chine, notamment celui de Baidi, mais ils sont de moindre importance.

## Photographies

Temple du marquis de Wu
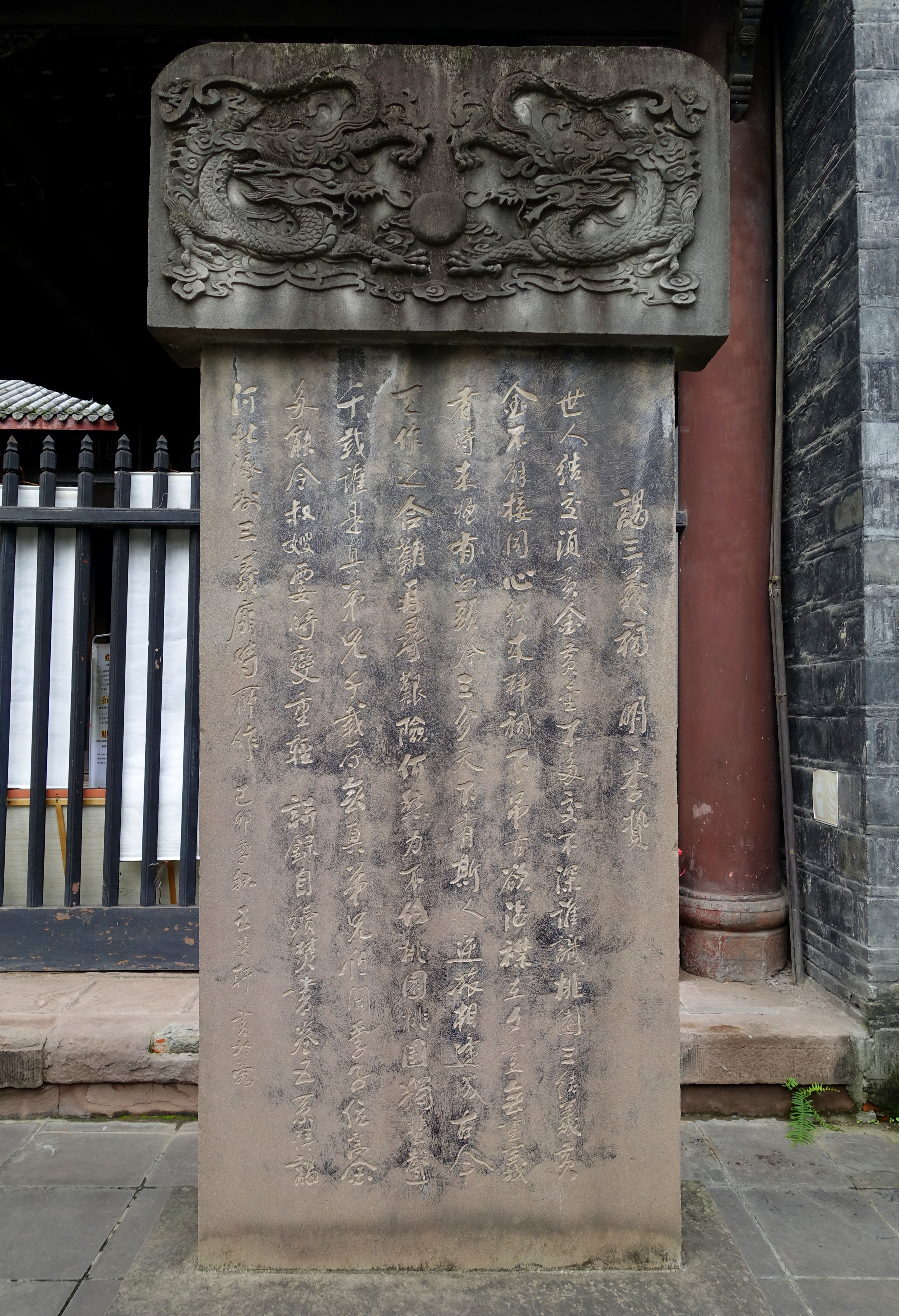
Stèle du temple Sanyi
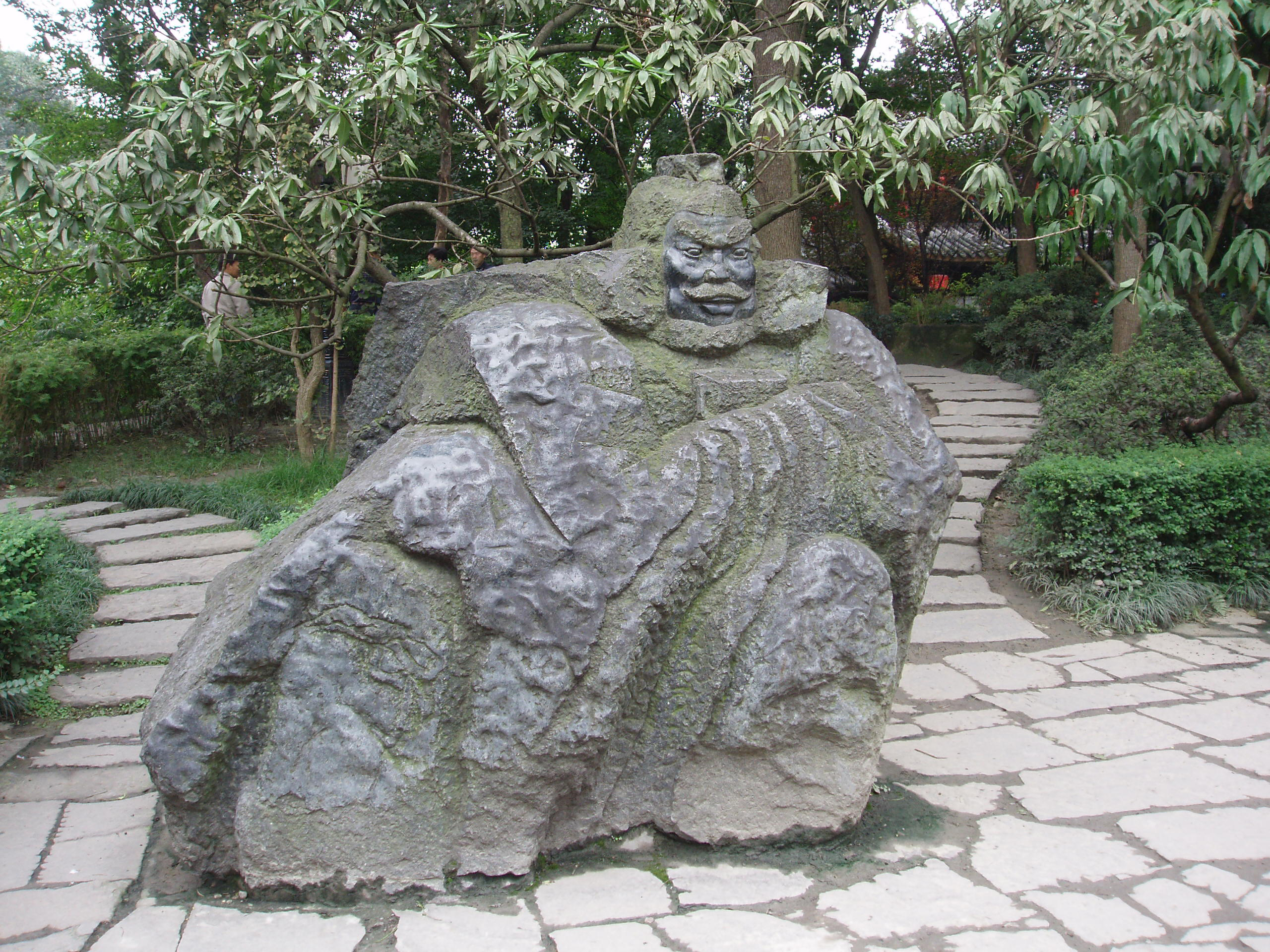
Statue du général Zhang Fei
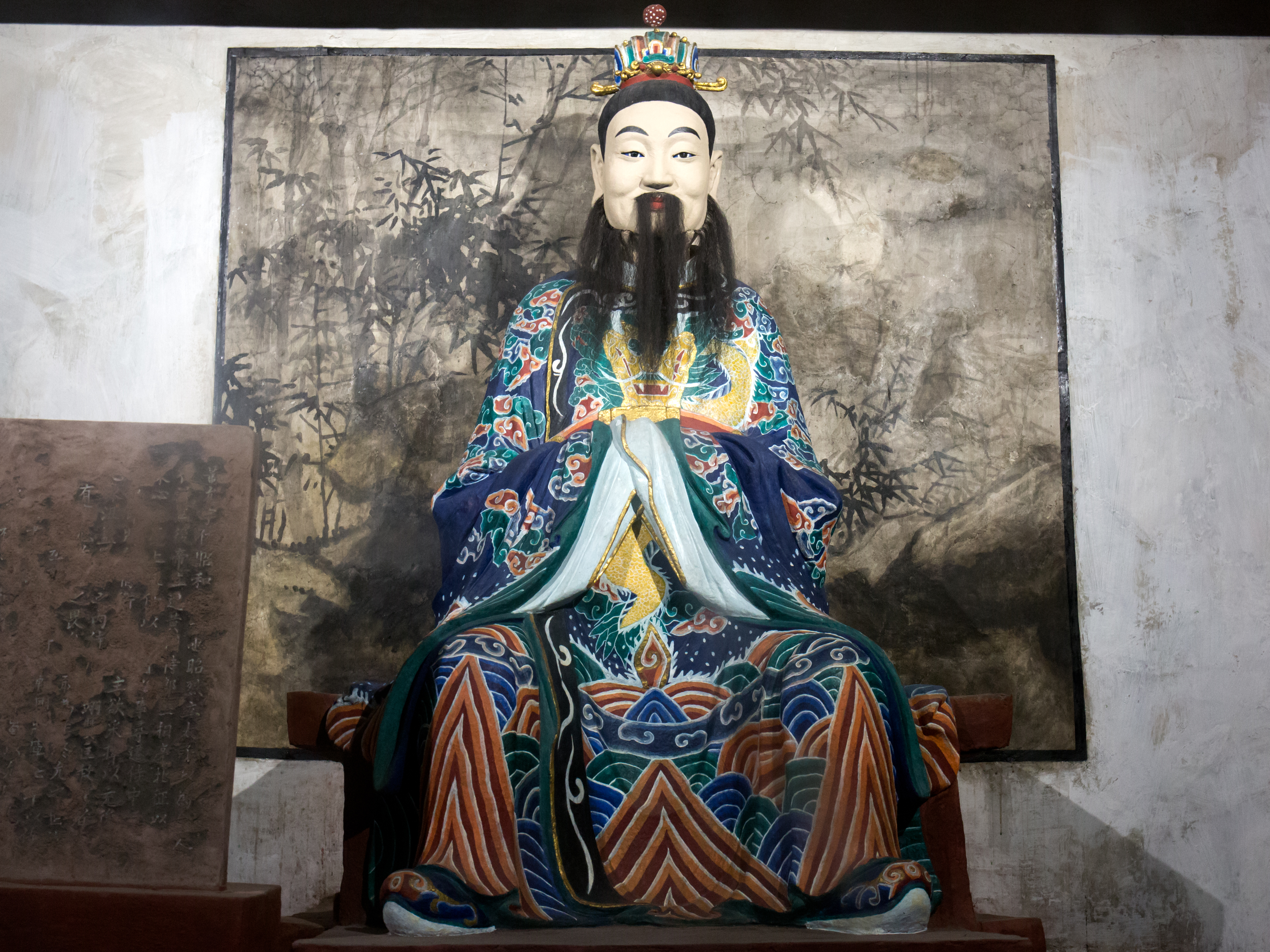
Statue de Dong Yun
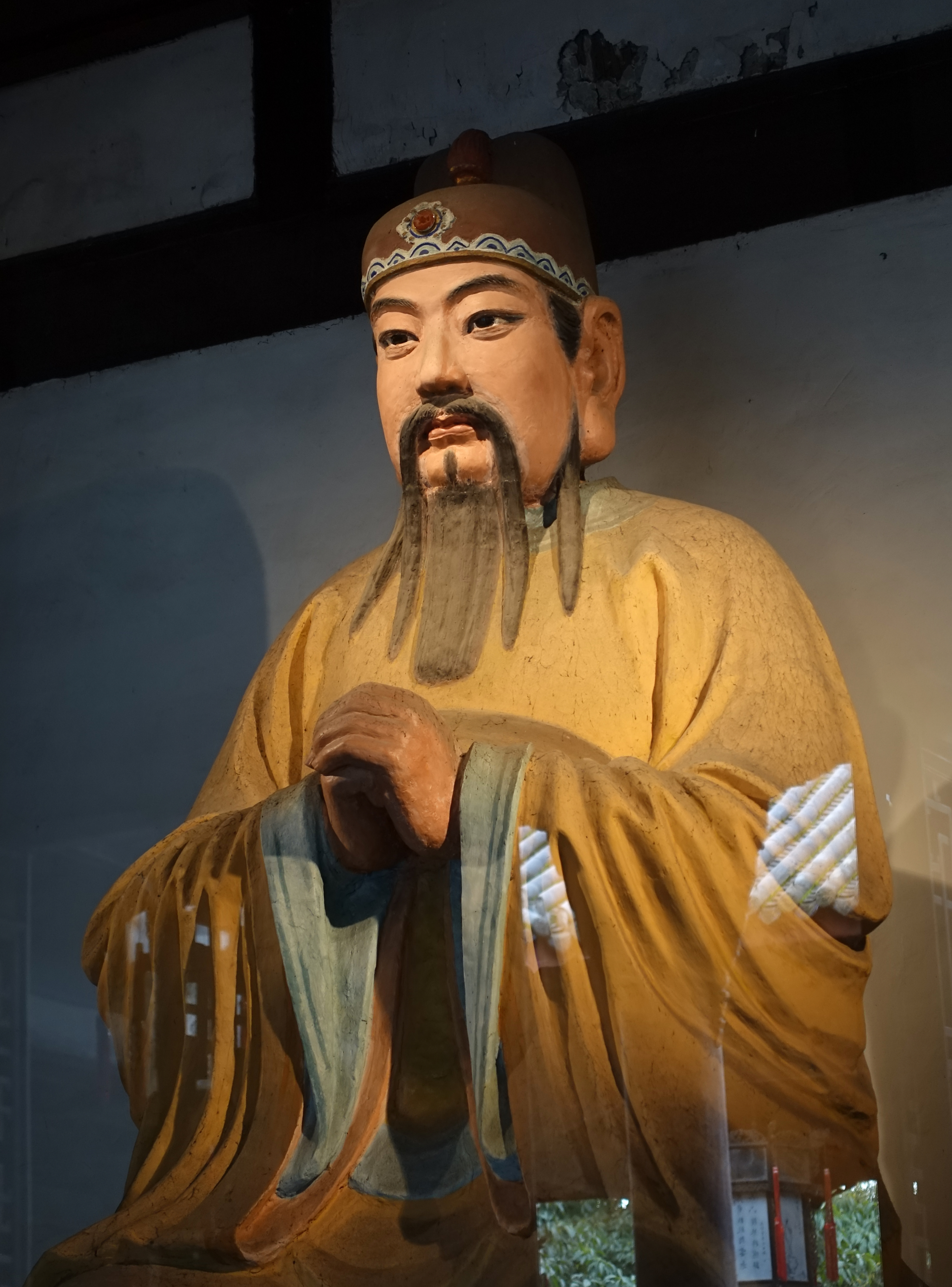
Statue de Liu Bei